# گام کولی
گام کولی به یکی از چندین گام موسیقایی اشاره دارد که به دلیل وابستگی آنها به موسیقی رومانیایی یا موسیقی کولی، اینگونه نامگذاری شده است:
- گام هارمونیک مضاعف (ماژور)، حالت پنجم مینور مجارستانی یا مینور هارمونیک مضاعف که به گام بیزانسی نیز معروف است. [۱]
- گام مینور مجارستانی، همچنین به عنوان گام مینور هارمونیک مضاعف نیز شناخته می شود.
- گام فریجیه‌ای نمایان ، همچنین به عنوان‌های فریجیه‌ای یا یهودی، کولی اسپانیایی یا فریجیه‌ای اسپانیایی نیز شناخته می‌شود. [۲]

1. ↑  "Flamenco Guitar Modes and Gyspsy (sic) Guitar Scales", Flamenco-Guitars.com.
2. ↑  "Spanish Guitar Scales - TAB, Diagrams, Notation & Info". 23 February 2012.